# 피카이아
피카이아(Pikaia)는 멸종된 캄브리아기의 동물이다. 크기는 4cm이며 지구에 출현한 초기의 척삭동물 종에 해당한다. 중국 윈난성 위시 시 청장 현의 5억 4천만 년 전에 형성된 지층에서 하이쿠이크티스가 발견되면서 최초의 척삭동물에서는 탈락하게 된다.